# Jalmari Eskola
Jalmari Eskola (Finlandia, 16 de noviembre de 1886-8 de enero de 1958) fue un atleta finlandés, especialista en la prueba de campo través por equipo en la que llegó a ser subcampeón olímpico en 1912.

## Carrera deportiva
En los JJ. OO. de Estocolmo 1912 ganó la medalla de plata en campo través por equipo, con un total de 11 puntos, tras Suecia (oro con 10 puntos) y por delante de Reino Unido (bronce con 24 puntos), siendo sus compañeros de equipo: Hannes Kolehmainen y Albin Stenroos.